# Masakra w więzieniu Abu Salim

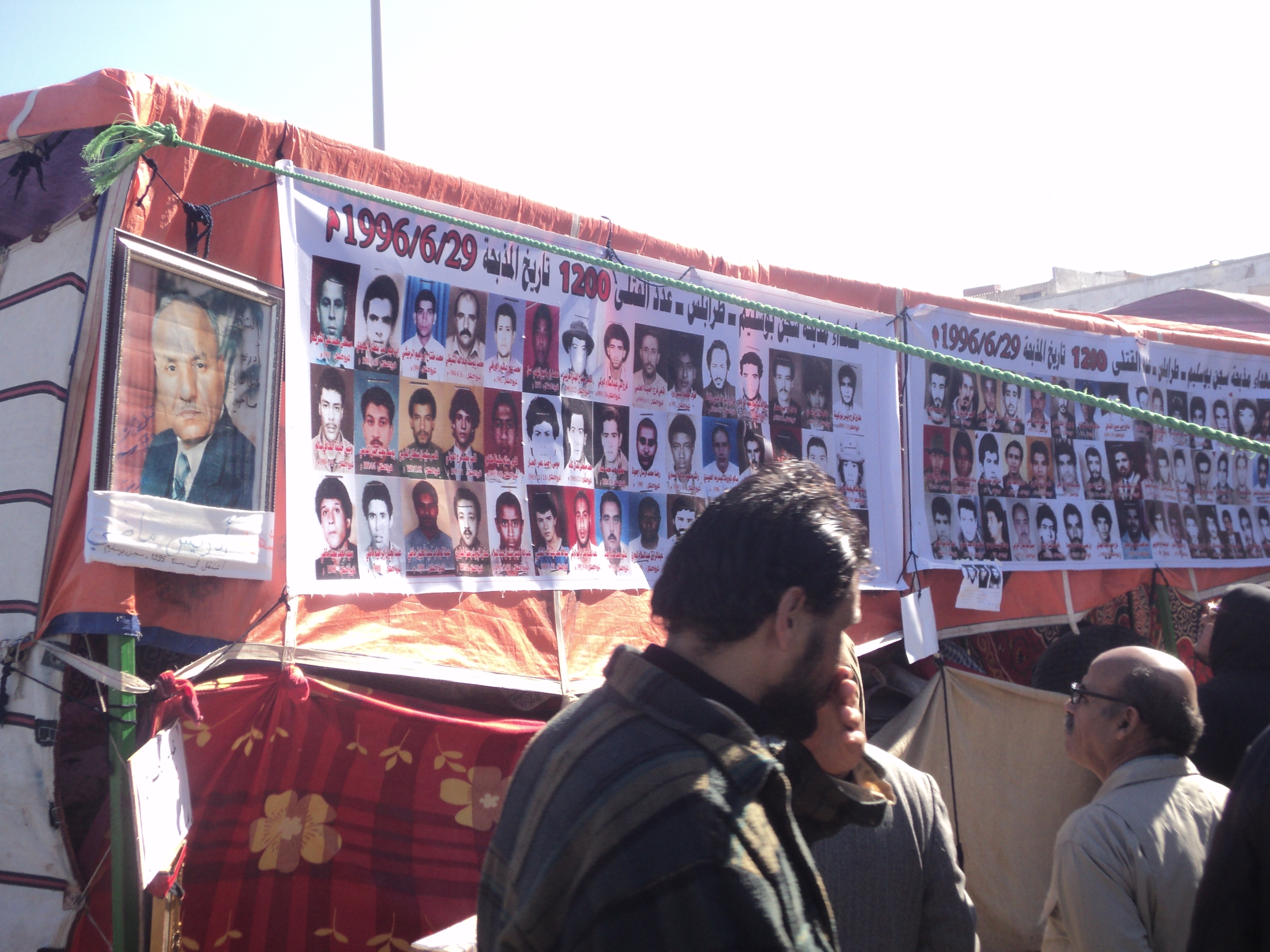
Fotografie ofiar masakry.

Masakra w więzieniu Abu Salim – bunt więźniów i jego pacyfikacja w libijskim więzieniu Abu Salim w 1996 roku.
W więzieniu Abu Salim osadzono m.in. przeciwników ówczesnego rządu. Do buntu więźniów doszło 27 czerwca 1996 roku, powodem mogły być złe warunki panujące w więzieniu. Były więzień Jumaa al-Shalmani w swoich wspomnieniach stwierdził, że osadzeni uwięzili tego dnia jednego ze strażników, a gdy został on przez innych strażników znaleziony dwa dni później martwy, straż przeprowadziła pacyfikację buntu spędzając więźniów na plac więzienia, a później otwierając do nich ogień i obrzucając granatami. Łącznie zginęło prawdopodobnie ponad 1200 osób, a szacunki opierają się na relacji osadzonego wówczas w Abu Salim Husseina al-Shafaia, który określił liczbę ofiar na podstawie liczby wydawanych racji żywnościowych.
Ofiary pacyfikacji zostały następnego dnia pochowane w masowych grobach w Trypolisie, a rząd Kaddafiego oficjalnie zaprzeczał zaistnieniu tych zdarzeń. Organizacje broniące praw człowieka przez cały okres rządów Kaddafiego apelowały o wyjaśnienie okoliczności zbrodni.
Masowe groby odnaleziono dopiero 25 września 2011 roku, po zdobyciu Trypolisu przez przeciwników Kaddafiego w trwającej wówczas wojnie domowej. Służby medyczne doniosły tamtego dnia o odkryciu ponad 1270 ciał, część źródeł oszacowała natomiast liczbę ofiar na ponad 1700. Nowe władze libijskie zapowiedziały analizę genetyczną ciał dla określenia dokładnej liczby ofiar oraz identyfikacji poszczególnych zabitych.